# Scaeva melanostoma
Scaeva melanostoma là một loài ruồi trong họ Ruồi giả ong (Syrphidae). Loài này được Macquart mô tả khoa học đầu tiên năm 1842. Scaeva melanostoma phân bố ở miền Tân bắc